# كوريانو
كوريانو (بالإيطالية: Coriano)‏ هي بلدية في مقاطعة ريميني في إقليم إميليا رومانيا في إيطاليا.

## السكان
في سنة 1861 بلغ عدد السكان 5٬182 نسمة، وتطور العدد ليصل في سنة 2011 لـ 10٬028 نسمة.
يظهر هذا المخطط البياني تطور النمو السكاني لـ كوريانو